# Nati nel 1652
| Questa pagina contiene informazioni ricavate automaticamente dalle voci biografiche con l'ausilio del template Bio e di un bot. L'aggiornamento è periodico e automatico e ricostruisce completamente la pagina. Se manca una persona in questa lista, sei pregato di non aggiungerla, ma accertati piuttosto che la sua voce biografica contenga il template Bio e che i dati anagrafici siano correttamente compilati. Se il template Bio manca, inseriscilo tu stesso o, in alternativa, metti l'avviso {{tmp\|Bio}} che ne segnala la mancanza. Se i dati riportati sono sbagliati, correggi direttamente la voce biografica; le modifiche saranno visibili in questa lista entro pochi giorni. Per chiarimenti vedi il progetto biografie. La lista contiene solo le 78 persone che sono citate nell'enciclopedia e per le quali è stato implementato correttamente il template Bio. Pagina aggiornata al 18 ago 2025. |

## Gennaio(9)
- 2 gennaio - Michel Chamillart, politico e nobile francese († 1721)
- 6 gennaio - Giovanni Sigismondo Vasa, principe polacco († 1652)
- 7 gennaio - Pavao Ritter Vitezović, scrittore, storico e poeta croato († 1713)
- 8 gennaio - Wilhelm Homberg, chimico e medico olandese († 1715)
- 11 gennaio - Eugenio Alessandro di Thurn und Taxis, conte († 1714)
- 13 gennaio - Henry Booth, I conte di Warrington, militare e politico inglese († 1694)
- 16 gennaio - Anthony Ashley-Cooper, II conte di Shaftesbury, politico inglese († 1699)
- 17 gennaio - Claude Guy Hallé, pittore francese († 1736)
- 24 gennaio - Nicolas Chalon du Blé d'Uxelless, generale e diplomatico francese († 1730)

## Febbraio(5)
- 6 febbraio - Francesco Pignatelli, cardinale e arcivescovo cattolico italiano († 1734)
- 13 febbraio - Augusto di Schleswig-Holstein-Sonderburg-Beck, nobiluomo tedesco († 1689)
- 13 febbraio - Anton Domenico Gabbiani, pittore italiano († 1726)
- 13 febbraio - Johann Philipp von Greiffenclau zu Vollraths, vescovo cattolico tedesco († 1719)
- 14 febbraio - Camille d'Hostun, generale e nobile francese († 1728)

## Marzo(3)
- 3 marzo - Thomas Otway, drammaturgo inglese († 1685)
- 10 marzo - Ambrosio Bembo, viaggiatore italiano († 1705)
- 14 marzo - Benedetta Enrichetta del Palatinato, duchessa francese († 1730)

## Aprile(6)
- 7 aprile - Papa Clemente XII, papa, vescovo cattolico e cardinale italiano († 1740)
- 9 aprile - Cristiano Ulrico I di Württemberg-Oels, generale prussiano († 1704)
- 20 aprile - Foresto d'Este, militare italiano († 1725)
- 21 aprile - Michel Rolle, matematico francese († 1719)
- 25 aprile - Giovan Battista Foggini, scultore e architetto italiano († 1725)
- 28 aprile - Maddalena Sibilla d'Assia-Darmstadt, nobile tedesca († 1712)

## Maggio(8)
- 5 maggio - Boris Petrovič Šeremetev, generale russo († 1719)
- 11 maggio - Giovanni Filippo d'Arco, militare italiano († 1704)
- 12 maggio - Conrad Max Süßner, scultore tedesco
- 15 maggio - Giacomo Boncompagni, cardinale e arcivescovo cattolico italiano († 1731)
- 23 maggio - Cristina Adelaide Pallavicino, nobildonna italiana († 1723)
- 23 maggio - Ferdinando Guglielmo Eusebio di Schwarzenberg, principe († 1703)
- 25 maggio - Johann Philipp von Lamberg, cardinale e vescovo cattolico austriaco († 1712)
- 27 maggio - Elisabetta Carlotta del Palatinato, principessa tedesca († 1722)

## Giugno(2)
- 22 giugno - Georg Marcell Haack, pittore tedesco († 1719)
- 26 giugno - Pier Paolo Mastrilli, vescovo cattolico italiano († 1713)

## Luglio(1)
- 29 luglio - Matteo Muscella, vescovo cattolico italiano († 1716)

## Agosto(2)
- 3 agosto - Maddalena Cristina Reuss-Greiz, nobildonna tedesca († 1697)
- 31 agosto - Ferdinando Carlo di Gonzaga-Nevers, duca italiano († 1708)

## Settembre(3)
- 8 settembre - Philip Michael Ellis, vescovo cattolico inglese († 1726)
- 8 settembre - Luisa Roldán, scultrice spagnola († 1706)
- 12 settembre - Federico Carlo di Württemberg-Winnental, duca († 1697)

## Ottobre(2)
- 16 ottobre - Carlo Guglielmo di Anhalt-Zerbst, principe († 1718)
- 27 ottobre - Lorenzo Lorenzini, matematico italiano († 1721)

## Novembre(5)
- 3 novembre - Louis I de Rohan-Chabot, nobile francese († 1727)
- 4 novembre - Marc-René de Voyer de Paulmy, politico francese († 1721)
- 10 novembre - Paolo Francesco Carli, abate, religioso e poeta italiano († 1725)
- 20 novembre - Romanus Weichlein, compositore e violinista austriaco († 1706)
- 26 novembre - Ippolito Neri, poeta italiano († 1709)

## Dicembre(8)
- 2 dicembre - Carolina di Legnica-Brieg, nobildonna tedesca († 1707)
- 5 dicembre - Bonaventura Lamberti, pittore italiano († 1721)
- 9 dicembre - Augustus Quirinus Rivinus, medico e botanico tedesco († 1723)
- 10 dicembre - Marcantonio Chiarini, pittore italiano († 1730)
- 10 dicembre - Federico di Schleswig-Holstein-Sonderburg-Augustenburg, nobiluomo tedesco († 1692)
- 16 dicembre - Giovanni Maria Casini, compositore, organista e religioso italiano († 1719)
- 24 dicembre - Tommaso Mattei, architetto italiano († 1726)
- 25 dicembre - Archibald Pitcairne, medico scozzese († 1713)

## Senza giorno specificato(24)
- Vincent d'Abbadie, esploratore francese († 1707)
- Jan van Almeloveen, incisore e disegnatore olandese
- Marie-Catherine d'Aulnoy, scrittrice francese († 1705)
- Nicolas Bion, artigiano francese († 1733)
- Jan Brokoff, scultore boemo († 1718)
- Carlo Sigismondo Capece, drammaturgo e librettista italiano († 1728)
- Carlo Andrea Castagnola, religioso e poeta italiano († 1748)
- Cornelis de Bruijn, pittore, scrittore e viaggiatore olandese
- Robert de Visée, liutista, chitarrista e gambista francese († 1730)
- Hanabusa Itchō, pittore giapponese († 1724)
- Pierre Le Pautre, architetto, disegnatore e incisore francese († 1716)
- Stefano Lorenzini, medico, anatomista e ittiologo italiano
- Johann Kaspar Mayr von Baldegg, ufficiale svizzero († 1704)
- Baltacı Mehmed Pascià, politico e militare ottomano († 1712)
- Amanzio Moroncelli, abate e cartografo italiano († 1719)
- Giuseppe Natali, pittore italiano († 1722)
- Tomás Ripoll, religioso francese († 1747)
- Giovanni Stefano Robatto, pittore italiano († 1731)
- Adriana Spilberg, pittrice olandese († 1700)
- Nahum Tate, poeta, librettista e paroliere irlandese († 1715)
- Domenico Tempesti, incisore e pittore italiano († 1718)
- Giuseppe Tomasini, pittore italiano
- Pirro Visconti, I marchese di Borgoratto, nobile e politico italiano († 1725)
- Charles de Ferriol, ambasciatore francese († 1722)